# Fall for You
«Fall for You» es una canción de Secondhand Serenade, proyecto unipersonal de John Vesely. Fue el primer sencillo del segundo álbum de estudio de Secondhand Serenade. Fue lanzado como descarga digital en 21 de enero de 2008 alcanzando, después de aparecer repetidas veces en televisión en verano, en septiembre de 2008, el puesto 8º en la lista Billboard Pop 100. y el 21º en la lista Billboard Hot 100.
Debutó en el puesto 27 en las Australian ARIA Singles Charts y ha llegado a alcanzar el puesto 19º. Se le otorgó la certificación Platinum en los Estados Unidos a manos de la Recording Industry Association of America.

## Videoclip
Una semana después de lanzar el sencillo se publicó un videoclip que fue mostrado en la Total Request Live de la MTV. Presenta cortes de John Vesely tocando el piano y cantando junto a una mujer. Parecen estar felizmente enamorados hasta que él muestra algo de inseguridad, haciendo que ella crea que ya no la quiere como antes. A pesar de no ser cierto, la pareja discute y ella desea que él se vaya. Al final, en cualquier caso, vuelve junto a él. Parece una relación de amor/odio, de ahí las letras I will fall for you over again (y me enamoraré de ti otra vez ).

## Listas
| Lista                            | Puesto más alto |
| -------------------------------- | --------------- |
| Australian Singles Chart         | 19              |
| Canadian Hot 100                 | 36              |
| U.S. Billboard Hot 100           | 21              |
| U.S. Billboard Pop 100           | 8               |
| U.S. Billboard Top 40 Mainstream | 6               |